# Корюковская городская община
Корюковская городская общи́на (укр. Корюківська міська громада) — территориальная община в Корюковском районе Черниговской области Украины. Административный центр — город Корюковка.
Население — 20 112 человек. Площадь — 1172,6 км².
Количество учреждений, оказывающих первичную медицинскую помощь — 20.

## История
Корюковская городская община была создана 3 октября 2016 года путём объединения Корюковского городского совета и Бречского, Будянского, Забаровского, Наумовского, Рейментаровского, Сядринского, Тютюнницкого, Хотиевского сельсоветов Корюковского района.
12 июня 2020 года в состав общины были включены территории Белошицко-Слободского, Домашлинского, Александровского, Охрамиевичского, Перелюбского, Рыбинского, Савинковского и Шишковского сельсоветов Корюковского района.
17 июля 2020 года община вошла в состав нового Корюковского района. Корюковский район в прежних границах был ликвидирован.

## География
Община занимает большую часть упразднённого Корюковского района (1966-2020 годы). Община граничит с Сновской, Менской, Сосницкой и Холминской общинами Корюковского района, Семёновской общиной Новгород-Северского района, Белоруссией. Реки: Илькуча, Бречь, Слот.

## Населённые пункты
- город Корюковка
- Александровка
- Андроники
- Балясы
- Белошицкая Слобода
- Бешковка
- Богдалевка
- Бречь
- Буда
- Будище
- Бурковка
- Верхолесье
- Воловики
- Высокое
- Гуриновка
- Гутище
- Домашлин
- Журавлёвая Буда
- Забаровка
- Залядье
- Кирилловка
- Константиновка
- Костючки
- Кугуки
- Лебедье
- Лесовое
- Лубенец
- Луковец
- Лупасово
- Майбутне
- Маховики
- Наумовка
- Новая Буда
- Новая Гуриновка
- Новосёловка
- Озереды
- Олейники
- Охрамиевичи
- Парастовское
- Передел
- Перелюб
- Пески
- Петрова Слобода
- Прибынь
- Рейментаровка
- Романовская Буда
- Рудня
- Рыбинск
- Савинки
- Самотуги
- Самсоновка
- Сахутовка
- Сосновка
- Спичеватое
- Стопилка
- Сядрино
- Тельное
- Трудовик
- Туровка
- Тютюнница
- Уречье
- Ховдиевка
- Хотиевка
- Ченчики
- Шишка
- Шишковка
- посёлок Голубовщина
- посёлок Долгая Гребля